# بارانزاتي
بارانزاتي هي بلدة تقع في لومبارديا في مقاطعة ميلان في إيطاليا وبلغ عدد سكانها 11227 نسمة حسب إحصائيات عام 2004م.

## السكان
في سنة 1871 بلغ عدد السكان  نسمة، وتطور العدد ليصل في سنة 2011 لـ 10٬779 نسمة.
يظهر هذا المخطط البياني تطور النمو السكاني لـ بارانزاتي